# Apocryptus javanicus
Apocryptus javanicus är en stekelart som beskrevs av Gupta 1983. Apocryptus javanicus ingår i släktet Apocryptus och familjen brokparasitsteklar. Inga underarter finns listade i Catalogue of Life.